# ناثانيل روجرز
ناثانيل روجرز (بالإنجليزية: Nathaniel Rogers)‏ هو كاتب أمريكي، ولد في 1598، وتوفي في 1655.